# Johan Albrecht I van Solms-Braunfels
Johan Albrecht I van Solms-Braunfels (Slot Braunfels, 5 maart 1563 — Den Haag, 14 mei 1623), regerend graaf van Braunfels, was groothofmeester en geheimraad van Frederik V van de Palts. Toen Frederik na een oorlog werd afgezet als koning van Bohemen, volgde hij hem met zijn gezin en ging in ballingschap te Den Haag.

## Biografie

### Afkomst en jeugd
Johan Albrecht van Solms werd geboren als zoon van graaf Koenraad van Solms-Braunfels (1540-1592) en Elisabeth van Nassau, een zuster van Willem van Oranje. Tijdens zijn opvoeding bekwaamde hij zich in Latijn, Frans, staatsrecht en geschiedenis. Hij studeerde aan de Protestantse Academie van Straatsburg, de theologische en humanistische Academie van Genève, de Universiteit van Bazel en de Academie van Herborn (Academia Nassauensis), welke in 1584 was gesticht door Jan VI van Nassau-Dillenburg, op aandringen van zijn oudere broer Willem van Oranje. In Herborn werd onder meer lesgegeven over de Verbondsleer, de principes van het pansofisme van Comenius en de leer van de humanist Petrus Ramus. Het zou Johan Albrecht sterk vormen in zijn gedachtegoed. Na het overlijden van zijn vader erfde hij het Graafschap Solms-Braunfels, alsmede de heerlijkheden Gambach, Münzenberg, Wildenfels en Sonnewalde.

### Aan het hof van Frederik IV
In 1585 werd Johan Albrecht door regent Johan Casimir aangesteld als hofmeester van de minderjarige keurvorst Frederik IV van de Palts. Drie jaar later kreeg hij het ambt van protestantse kanunnik in het klooster van Straatsburg opgedragen. Hij werd daardoor partij in de Straatsburgse Bisschoppenoorlog en moest ook aan de strijd deelnemen, die eindigde door het Verdrag van Hagenau in 1604. Johan Albrecht nam, als volgeling van de leer van de Calvinistische theoloog Johannes Piscator (1546-1625), deel aan het theologische debat en correspondeerde daarover onder meer met graaf Lodewijk 'de oudere' van Sayn-Wittgenstein (1532-1605). In 1602 werd hij groothofmeester van Frederik IV. Voordat hij naar het hof in Heidelberg vertrok, verdeelde Johan Albrecht zijn graafschap met zijn broers, waarna hij zelf Braunfels en Gambach behield, Greifenstein en Wölfersheim aan zijn broer Willem toekwam en Hungen aan zijn broer Otto. Johan Albrecht zou als groothofmeester gedurende eenentwintig jaar een belangrijke rol aan het hof spelen als bestuurder en politiek adviseur van de keurvorst en zich ontwikkelen tot staatsman met internationaal aanzien.

### Aan het hof van Frederik V
Na het overlijden van Frederik IV in 1610 bleef hij in dienst van het hof. Diens zoon Frederik V van de Palts, veertien jaar oud toen hij zijn vader opvolgde als keurvorst, vond in Johan Albrecht een vaderfiguur. De jonge keurvorst liet zelfs een portret van hem vervaardigen en hing het in zijn slot te Heidelberg. In 1612 reisde Johan Albrecht met Frederik V naar Engeland voor diens huwelijk met prinses Elizabeth Stuart, dochter van koning Jacobus I van Engeland.

### Winterkoning Frederik
Toen Frederik V in 1619 werd verkozen tot koning van Bohemen, raadde Johan Albrecht hem af om deze eer te aanvaarden. Keizer Matthias had twee jaar eerder Ferdinand, de zoon van aartshertog Karel II van Oostenrijk, aangewezen als koning van Bohemen. De hussitische Boheemse adel accepteerde de streng katholieke Ferdinand niet als hun koning en verkoos tijdens de Boheemse Opstand de protestantse Frederik V in zijn plaats als hun koning. Als ervaren staatsman voorzag Johan Albrecht grote problemen, maar Frederik V sloeg zijn advies in de wind. Hij volgde de keurvorst naar Praag voor diens kroning op 4 november 1619 in de Sint-Vituskathedraal en zou tot zijn dood trouw diens verdere lot delen. De Boheemse opstand deed de Dertigjarige Oorlog uitbreken. Bohemen bleek echter geen partij tegen de troepen van de keizer en tijdens de Slag op de Witte Berg op 8 november 1620 werd het Boheemse leger vernietigend verslagen.

### Ballingschap in Den Haag
In het gevolg van de koning vluchtte graaf Johan Albrecht met zijn gezin naar Den Haag. Ferdinand II, inmiddels keizer geworden, sprak de rijksacht uit over Johan Albrecht. Hierdoor werd hij min of meer vogelvrij verklaard. Hij stond machteloos toen keizerlijke troepen in 1619 en 1620 zijn thuisland Solms bezetten en het graafschap door de keizer werd onteigend. Pas in 1641 zou het land aan zijn familie worden teruggegeven. Zelf maakte hij dat niet meer mee. Ook maakte hij niet het huwelijk mee van zijn dochter Amalia met stadhouder Frederik Hendrik van Oranje. Graaf Johan Albrecht I van Solms-Braunfels overleed in 1623 in ballingschap te Den Haag en werd daar met groot eerbetoon bijgezet in de Grote of Sint-Jacobskerk. Bij zijn begrafenis waren onder meer aanwezig Frederik V van de Palts, Maurits van Oranje, Frederik Hendrik van Oranje, een hertog van Saksen, een prins van Portugal en leden van de Staten-Generaal.

## Huwelijk en nageslacht
Johan Albrecht huwde twee maal:

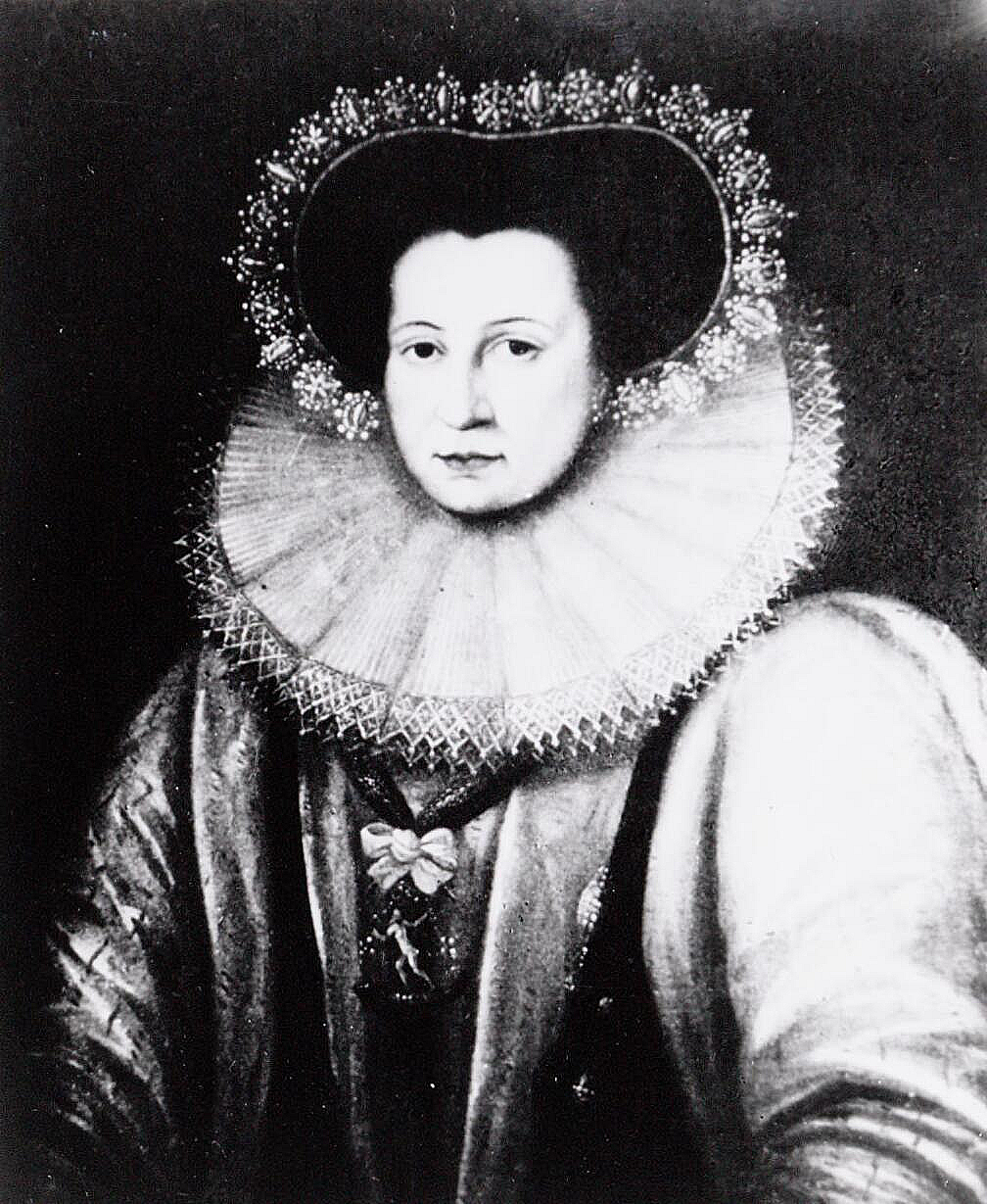
Agnès van Sayn-Wittgenstein (1569-1617)

Op 2 mei 1590 met Agnès van Sayn-Wittgenstein, dochter van Lodewijk I van Sayn-Wittgenstein (1532-1605) en Elisabeth van Solms-Laubach (1549-1599). Na het overlijden van zijn eerste vrouw hertrouwde Johan Albrecht met Juliana van Nassau-Dillenburg (1565-1630), dochter van Jan VI van Nassau-Dillenburg en Elisabeth van Leuchtenberg, weduwe van Adolf Hendrik van Salm-Dhaun (1557-1606). Uit dit huwelijk kwamen geen kinderen voort.
Uit het eerste huwelijk:
- 1591: Frederik Casimir (†1595)
- 1593: Elisabeth van Solms, huwde in 1619 Wolfgang Frederik van Salm-Dhaun (1589-1638), zoon van Juliana van Nassau-Dillenburg uit haar eerdere huwelijk
- 1594: Ursula van Solms, huwde in 1620 Christof van Dohna-Carwinden (1583-1637), opperkamerheer van Frederik V
- 1595: Koenraad Lodewijk van Solms, huwde Anna Sybilla van Winneburg-Beilstein
- 1599: Johan Albrecht II van Solms, huwde Anna-Elisabeth van Falkenstein
- 1602: Amalia van Solms, huwde in 1625 Frederik Hendrik van Oranje
- 1606: Ludovica Christina van Solms, huwde 1638 Joan Wolfert van Brederode

- Gemeinsame Normdatei: 117462004
- International Standard Name Identifier: 0000 0000 1389 8420
- Nederlandse Thesaurus van Auteursnamen: 309546257
- Virtual International Authority File: 40156324
- WorldCat: E39PBJrKQTVvT6hPXDWRpYRBT3